# (30094) Rolfebode
(30094) Rolfebode est un astéroïde de la ceinture principale.

## Description
(30094) Rolfebode est un astéroïde de la ceinture principale. Il fut découvert le 2 mars 2000 aux monts Santa Catalina par le programme CSS. Il présente une orbite caractérisée par un demi-grand axe de 2,28 UA, une excentricité de 0,17 et une inclinaison de 6,4° par rapport à l'écliptique.